# Marcilly-sur-Seine
Marcilly-sur-Seine je francouzská obec v departementu Marne v regionu Grand Est. Žije zde 627 obyvatel.

## Geografie
Obec leží u hranic departementu Marne s departementem Aube na soutoku řek Seina a Aube.

### Sousední obce
| Růžice kompasu | Villiers-aux-Corneilles |                          | Saron-sur-Aube     | Růžice kompasu |
| Růžice kompasu | Conflans-sur-Seine      | Sever                    |                    | Růžice kompasu |
| Růžice kompasu | Conflans-sur-Seine      | Marcilly-sur-Seine       |                    | Růžice kompasu |
| Růžice kompasu | Conflans-sur-Seine      | Jih                      |                    | Růžice kompasu |
| Růžice kompasu |                         | Romilly-sur-Seine (Aube) | Saint-Just-Sauvage | Růžice kompasu |